# توم هولمز (لاعب كرة قدم)
توم هولمز (بالإنجليزية: Tom Holmes)‏ هو لاعب كرة قدم بريطاني، ولد في 12 مارس 2000 في إيلنغ في المملكة المتحدة. لعب مع نادي ريدنغ.

## وصلات خارجية
- توم هولمز على موقع قاعدة بيانات كرة القدم.إي يو (الإنجليزية)
- توم هولمز على موقع Soccerbase.com (لاعب) (الإنجليزية)
- توم هولمز على موقع Soccerway.com (الإنجليزية)
- توم هولمز على موقع عالم كرة القدم.نت (الإنجليزية)